# 知多銀行
知多銀行（ちたぎんこう）は、明治期から昭和期に存在した愛知県の私立銀行。
1907年（明治40年）に、尾州廻船である内海船船主の内田家が愛知県名古屋市の堀川銀行を買収し、内海町に移転させ内海銀行（うつみぎんこう）と改称。当時堀川銀行は、名古屋銀行（東海銀行の前身の一つ）に営業譲渡した後であり、営業実態はなかった。買収当時の資本金は10万円（全額払込済）。頭取は内田七郎兵衛。翌1908年（明治41年）に内海貯蓄銀行を知多貯蓄銀行と2行で買収し、本店を野間町（現美浜町）に移転すると共に知多銀行に改称。1939年（昭和14年）に伊藤銀行（東海銀行の前身の一つ）に営業譲渡し歴史の幕を閉じた。

## 営業譲渡時の支店等
- 支店（6支店）

野間、豊浜、河和、武豊、岡田、常滑
- 出張所（11箇所）

## 沿革
- 1907年（明治40年）1月18日：堀川銀行を買収し内海銀行に改称（『銀行総覧』では2月19日改称）
- 1908年（明治41年）7月1日：内海貯蓄銀行の営業を知多貯蓄銀行と2行で買収し知多銀行に改称し野間町に移転
- 1918年（大正7年）7月：内海町に再移転
- 1922年（大正11年）10月15日：知多貯蓄銀行と合併し、新　知多銀行を新立
- 1939年（昭和14年）11月20日：伊藤銀行に営業譲渡